# Västaustraliska strömmen

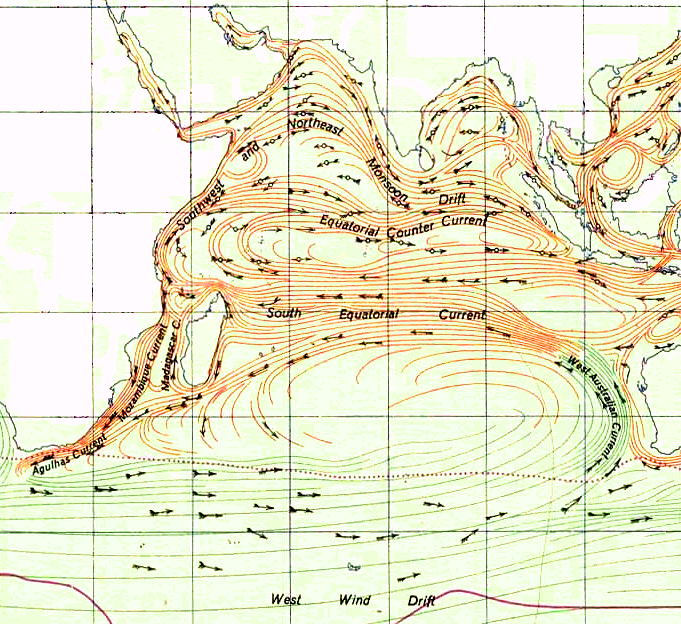
De stora havsströmmarna i Indiska oceanen under augusti-september.

Västaustraliska strömmen är en norrgående, ytlig havsström i Indiska oceanen.  Strömmen är permanent och går längs Australiens västkust som en förgrening av Västvinddriften. Den skapar uppvällning av kallt, näringsrikt djupvatten, och är därmed viktig för områdets marina ekosystem. Västaustraliska strömmen ingår i en större subtropisk oceanvirvel och övergår norr om Australien i Södra ekvatorialströmmen.